# شهرستان دوبوفسکی (استان ولگوگراد)
شهرستان دوبوفسکی (به لاتین: Dubovsky District) یک شهرستان در روسیه است که در استان ولگوگراد واقع شده‌است.